# 寺内靖治
寺内 靖治（てらうち せいじ、1941年8月24日 - ）は、日本の政治家・元地方公務員。北海道石狩市出身。北海道石狩町（現・石狩市）長（1980年-1994年）。

## 略歴
北海道札幌西高等学校、明治大学経済学部卒業。寺内弓道具店役員、石狩町議会議員を経て、1980年に新自由クラブ単独推薦・無所属で石狩町長に当選。3回目の挑戦での初当選だった。選挙戦では新自由クラブの河野洋平代表代行や土谷享道連代表が応援に訪れた。また横路孝弘は高校の同級生であり、日本社会党代議士時代から応援に駆けつけていた。町長は連続5期務め、石狩新港の建設に手腕を発揮した。
1994年に収賄で逮捕、町長を辞任した。翌1995年7月、裁判所から有罪判決を受けた。